# Antonio Dávalos Castillo
Antonio Dávalos Castillo, a veces llamado Antonio Dávalos del Castillo, (Guadix, Granada, 13 de mayo de 1822–Guadix, 20 de enero de 1896) fue un militar español del arma de infantería que alcanzó el rango de coronel y el ingreso en la Real y Militar Orden de San Fernando tras ser condecorado con la Cruz de San Fernando de primera clase, máxima distinción del Ejército Español, instituida por las Cortes de Cádiz en 1811.

Cruz Laureada de San Fernando.

## Nacimiento e inicio de la carrera militar
Antonio Dávalos nació en Guadix, hijo de Torcuato Dávalos Corral y de su esposa María de los Dolores Castillo Serrano. Con vocación militar, en 1842 ingresó como cadete en el regimiento provincial de Almería, donde finalizó como subteniente.

## Estancia en Cuba
Tras diversos destinos en la península: Valladolid, Jaén, Almería, Málaga y Lérida entre otros, en 1850 pasó al Ejército de Ultramar con el empleo de teniente, siendo destinado a la isla de Cuba. Allí, en 1851, contrajo matrimonio en La Habana con Matilde Bornio Calonge, natural de esta ciudad y nacida en una familia de origen español asentada en la isla. En 1852 el teniente Dávalos quedó viudo, recibiendo su esposa sepultura en La Habana. Este hecho afectó a su salud, y enfermo regresó a Guadix.

## Regreso a España. La Guerra de África
Una vez en la metrópoli, continuó su carrera militar con breves destinos en Teruel, en Almería en 1854, y en Algeciras en 1855. 

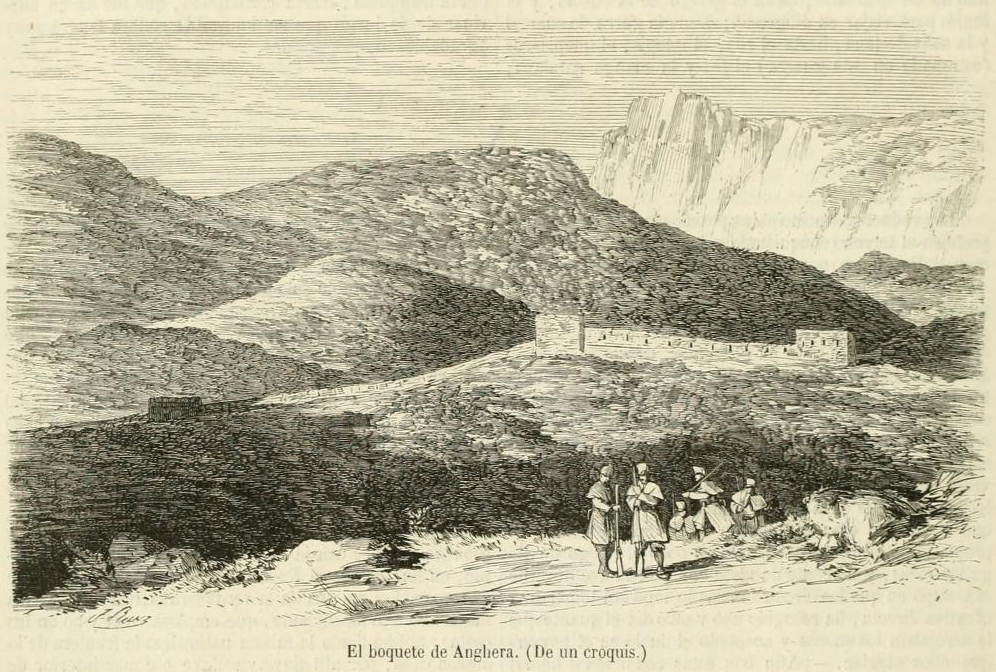
El boquete de Anghera. Campo de Ceuta..

Allí conoció a su segunda esposa, María del Carmen Manent Calonge, con quien contrajo matrimonio en 1856. También allí inició su participación en la guerra de África (1859-1860). 
Este conflicto enfrentó a España y al Sultanato de Marruecos, y fue relatado por el también accitano Pedro Antonio de Alarcón en su obra Diario de un testigo de la guerra de África.
Antonio Dávalos Castillo intervino el 1 de enero de 1860 en la Batalla de los Castillejos, a unos 4,5 km al sur de Ceuta. Sin embargo su acción bélica más destacada tuvo lugar en las inmediaciones del pueblo de Samsa, en la ofensiva del 11 de marzo de 1860 sobre Sierra Bermeja a las órdenes del general Echagüe. Esta operación precedió a la decisiva victoria española en la Batalla de Wad-Ras del 23 de marzo de 1860, en la que también participó a las órdenes del general Echagüe.
Por su intervención en este conflicto consolidó el empleo de capitán y por su acción del 11 de marzo en Sierra Bermeja fue condecorado con la Cruz de San Fernando de primera clase. Esta condecoración, en aquellos años y aún en la actualidad, es la más alta distinción de las Fuerzas Armadas Españolas. El Reglamento para su concesión describe de forma detallada los méritos que deben concurrir en una acción para ser merecedora de esta distinción, entre ellos el valor heroico o el muy distinguido. 
A pesar de este éxito en la carrera militar, sufrió un nuevo revés en su vida familiar: en 1859 fallecía su segunda esposa y madre de dos hijos a causa de una epidemia de cólera que azotó Algeciras por aquellos años.

## Destinos en la península. Comandante Militar de Guadix
En los años siguientes continuó su carrera militar, siendo destinado a Madrid en febrero de 1872 a las órdenes inmediatas del ministro de la Guerra, en aquel momento Antonio del Rey y Caballero. En dicho destino permaneció hasta agosto de 1873.
Posteriormente intervino en la tercera guerra carlista, participando en abril de 1874 en los combates que obligaron a los batallones carlistas a abandonar el cerco de Bilbao. En estas acciones resultó herido por las tropas carlistas y fue condecorado con la gran cruz con distintivo rojo de la Orden Mérito Militar.
Siempre mantuvo el contacto con Guadix, su ciudad natal, y con Almería, contrayendo matrimonio en diciembre de 1861 con su tercera esposa, la almeriense Adelaida Cobos Cruz, de la que también tuvo descendencia.
Llegó a ser jefe del batallón de Órgiva (Granada) y comandante militar de Guadix, donde concluyó su carrera militar.

## Reseña de los principales acontecimientos de este periodo histórico
Durante su vida, Antonio Dávalos Castillo conoció una etapa muy intensa de la historia de España. Nació en los últimos años de la independencia de las colonias del continente americano. Inició su carrera militar con la proclamación de la mayoría de edad de la reina Isabel II en 1843, continuó la intervención de los generales en la política, la segunda guerra carlista, la guerra de África, la revolución de 1868, el gobierno provisional de 1868-1871, la Constitución de 1869, el reinado de Amadeo I de Saboya (1871-1873), la Primera República Española y el cantonalismo (1873-1874), la restauración de la monarquía con Alfonso XII de España a finales de 1874, la tercera guerra carlista (1872-1876) y la regencia de María Cristina de Habsburgo en los inicios del reinado de Alfonso XIII de España, entre otros acontecimientos.